# Moisés Ribeiro
Moisés Ribeiro Santos, mais conhecido como Moisés (Salvador, 3 de março de 1991), é um futebolista brasileiro que atua como volante. Atualmente, defende o Gama.

## Títulos
Portuguesa
- Campeonato Paulista - Sub-20: 2010

Olaria
- Troféu Washington Rodrigues: 2011

Sampaio Corrêa
- Campeonato Maranhense: 2014

Chapecoense
- Campeonato Catarinense: 2016, 2017
- Campeonato Brasileiro - Série B: 2020

Gama
- Campeonato Brasiliense: 2025[2]